# チェロソナタ第1番 (ベートーヴェン)
チェロソナタ第1番（チェロソナタだいいちばん）ヘ長調 作品5-1は、ルートヴィヒ・ヴァン・ベートーヴェンが作曲したチェロソナタ。作品5-2はチェロソナタ第2番である。演奏時間は約25分。

## 作曲の経緯
チェロソナタ第1番は、ベートーヴェンが半年をかけてウィーンからボヘミア地方とプロイセンに旅行した1796年の半ばに、5月から7月にかけてベルリンで第2番と共に作曲され、初演はフランスの高名なチェロ奏者デュポール兄弟とベートーヴェン自身のピアノで行なわれた（日時は不明）。
楽譜は1797年2月にウィーンのアルタリアから出版され、フリードリヒ大王の甥であるフリードリヒ・ヴィルヘルム2世に献呈された。

## 曲の構成
緩徐楽章やスケルツォ(又はメヌエット)楽章を欠いた2楽章形式。
第1楽章 Adagio sostenuto - Allegro
ソナタ形式。序奏（アダージョ・ソステヌート、ヘ長調、4分の3拍子）と主部（アレグロ、ヘ長調、4分の4拍子）で構成されている。当時の冒頭楽章としては極めて長く、提示部の繰り返しを含めて18分にも及ぶ。
第2楽章 Allegro vivace
ヘ長調。8分の6拍子。ロンド形式。